# Узловський район
Узловський район — муніципальне утворення в Тульській області Росії.
Адміністративний центр — місто Узлова.

## Географія
Район розташований на сході Тульської області. Площа 567 км². Основні річки — Дон, його притоки Люторичь, Сукромка, Далець, Ємановка, а також Шиворонь, Расошка, Любовка та Іллінка.

## Транспорт
Через район проходять автодорога республіканського значення М4 E115 «Дон» «Москва — Воронеж — Ростов-на-Дону — Краснодар — Новоросійськ», залізниці «Москва — Воронеж» та «Калуга — Рязьк», а також автомобільні дороги й залізниці місцевого значення, що зв'язують Узлову з іншими районними центрами області (Новомосковськ, Богородицьк, Донський, Кімовськ, Тула). У місті є однойменна залізнична станція і автостанція. Автобуси й маршрутки ходять з міста в довколишні селища Дубівка, Брусянський і напрямки в місто Москва, Тула.